# Kasza Katalin
Kasza Katalin (Szeged, 1942. június 24. –) magyar opera-énekesnő (szoprán).

## Életpályája
1967-ben végzett a Zeneművészeti Főiskola hallgatójaként. 1967–1969 között az Operaház ösztöndíjasa, 1969–1993 között magánénekese, 2002 óta örökös tagja. 1980-tól az USA-ban is vendégszerepelt. 1995 óta verseket ír és publikál.
A vezető drámai szopránok egyike, aki elsősorban nagy drámai szerepekben nyújt szenvedélytől fűtött alakításokat.
Az Operaház Örökös Tagja.
Énekesi pályája mellett jelentős költői munkássággal is rendelkezik. Több verses kötete is megjelent. Versei a legismertebb színművészek tolmácsolásában hallhatók.

## Szerepei
- Puccini: Tosca – Pásztorfiú
- Verdi: Aida – Főpapnő
- Verdi: Rigoletto – Giovanna
- Monteverdi: Poppea megkoronázása – Octavia
- Verdi: Nabucco – Abigail
- Szokolay Sándor: Hamlet – Színészkirályné
- Wagner: A Rajna kincse – Fricka
- Wagner: A walkür – Brünhilde
- Bartók Béla: A kékszakállú herceg vára – Judit
- Wagner: Siegfried – Brünnhilde
- Strauss: Salome – Heródiás
- Wagner: Az Istenek alkonya – Második Norna; Brünnhilde
- Verdi: Macbeth – Lady Macbeth
- Szokolay Sándor: Vérnász – Szomszédasszony
- Janacek: Jenufa – Templomos asszony/Sekrestyésné
- Prokofjev: A három narancs szerelmese – Fata Morgana
- Strauss: Elektra – Elektra
- Erkel Ferenc: Bánk bán – Gertrud
- Wagner: Lohengrin – Ortrud
- Wagner: Parsifal – Kundry
- Beethoven: Fidelio – Leonóra
- Wagner: Trisztán és Izolda – Brangéne
- Respighi: A láng – Eudossia/Eudoxia
- Offenbach: Hoffmann meséi – Anya/Antónia anyjának hangja

## Művei
- Megérint, rádtalál (1997)
- Hitben, szeretetben (1997)
- A kereszt vigasza (1998)
- Körről körre (2003)
- Jajok kék kövek közt (2013)
- Kundry (2015)
- Skarlát öv (2017)
- Csillagszerelem (2í19)
- Tűzvarázs (2021)
- Egy Lélek útja a Mindenségben (2023)

## Díjai, elismerései
- A szófiai énekverseny legjobb drámai alakítása (1968)
- Liszt Ferenc-díj (1974)
- Székely Mihály-emlékplakett (1981)[3]
- Bartók Béla–Pásztory Ditta-díj (1992)
- Melis György-emlékplakett (1998)
- Sudlik Mária-díj (2017)[4]